# 有志の会
有志の会（ゆうしのかい）は、衆議院の院内会派。

## 会史
2021年11月4日に結成し、衆議院事務局に会派の結成届を提出し、受理された。同年10月31日投開票の第49回衆議院議員総選挙で当選した野党系無所属議員5人によって構成されており、5人ともにかつて民主党・民進党・希望の党に所属した経験がある。会派は、「11月10日に召集される特別国会以降、法案審議などの国会活動をともにしたい」として結成された。
代表は大分1区選出の吉良州司。11月4日、吉良は立憲民主党などと統一会派を組むかという質問に対し「白紙だ。情勢を確認しながら考える」と述べた。
2022年6月に立憲民主党が提出した第2次岸田内閣への内閣不信任決議では、立憲民主党・日本共産党・社会民主党が賛成したのに対し、日本維新の会・国民民主党・有志の会は反対に回った（れいわ新選組は棄権）。
2023年3月30日には維新・国民・有志の会の2党1会派でまとめた緊急事態条項を盛り込んだ憲法改正条文案と概要を発表した。
臨時国会開会前の同年10月4日、仁木博文が自由民主党の徳島1区支部長となり、衆議院会派においても「自由民主党・無所属の会」に入会したため、有志の会の所属議員は4人に減少した。
2024年5月、政治資金規正法の改正案を立憲民主党、国民民主党と共に提出した。
同年10月の第50回衆議院議員総選挙では解散時に有志の会に所属していた4人全員が当選した。

## 政策
有志の会は「中道・新保守」を自称しており主張政策としては、「将来の世代が最優先の政治」「生活者主権政治」を掲げている。
掲げている政策の例としては「子供への投資」「教育の充実」「子育て家計への支援」「分厚い中間層の復活」など。

## 所属議員
| 衆議院議員                | 衆議院議員                | 衆議院議員                  | 衆議院議員                | 衆議院議員 |
| ------------------------- | ------------------------- | --------------------------- | ------------------------- | ---------- |
| 吉良州司 （7回、大分1区） | 北神圭朗 （5回、京都4区） | 緒方林太郎 （4回、福岡9区） | 福島伸享 （4回、茨城1区） |            |

### 以前の所属議員
- 仁木博文（3回、徳島1区） - 2023年10月4日付で「自由民主党・無所属の会」に入会